# Columbia County (Oregon)
Columbia County je okres ve státě Oregon v USA. K roku 2010 zde žilo 49 351 obyvatel. Správním městem okresu je St. Helens. Celková rozloha okresu činí 1 782 km². Na severozápadě sousedí se státem Washington.

## Sousední okresy
| Růžice kompasu | Wahkiakum County (WA) | Cowlitz County (WA)      | Cowlitz County (WA) | Růžice kompasu |
| Růžice kompasu | Clatsop County        | Sever                    | Clark County (WA)   | Růžice kompasu |
| Růžice kompasu | Clatsop County        | Columbia County (Oregon) | Clark County (WA)   | Růžice kompasu |
| Růžice kompasu | Clatsop County        | Jih                      | Clark County (WA)   | Růžice kompasu |
| Růžice kompasu |                       | Washington County        | Multnomah County    | Růžice kompasu |